# 中流階級

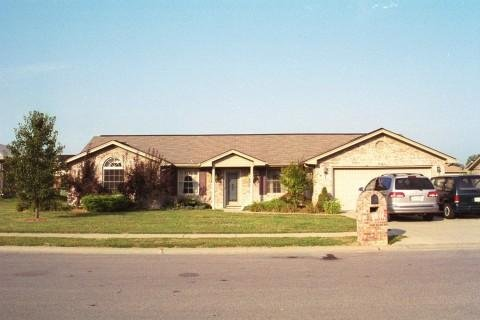
20世紀ごろの中産階級アメリカ人には「25年ローンで郊外の家に住む」「2台の車を持つ」「子供たちは大学を卒業するまで両親から手当を受け取る」といったステレオタイプがあった。

中流階級（ちゅうりゅうかいきゅう、Middle class）またはミドル・クラスとは、社会学などで定義される階級。中産階級とも表現される。上流階級と労働者階級の間の階級で、幅広い社会階層を含む。

## 概要

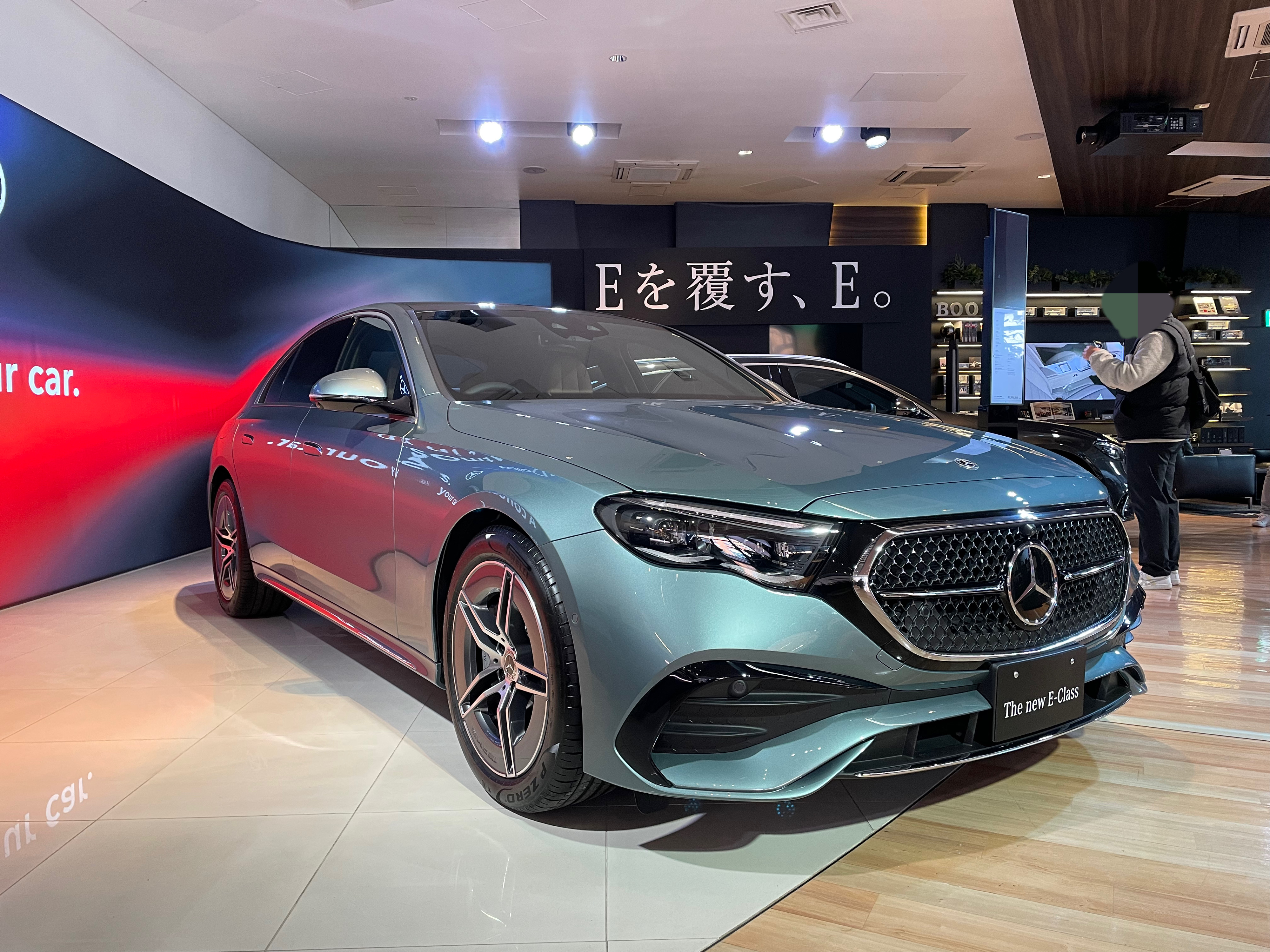
メルセデス・ベンツ・Eクラスは、人気の中流階級車と考えられている。

第三次産業従事者から公務員、中小産業資本家まで幅広い人々が含まれ、先進工業国では人口のほとんどがこの階級に含まれるとされる。
「生活のために労働する必要がある」という点で上流階級と異なるが、単純労働や肉体労働ではなく「知的労働を行う」点で労働者階級とも完全に区別されるが、そのためにその多くは高校や大学卒ではなく、大学院修了や博士号取得などの、本当の意味での「高学歴」を持つ者も多い。また国際的な仕事、国際的な交友関係を持つ者が多いことから複数の言語を話す「複数言語話者」も多い。
先進国においては、大学院修了や博士号取得者がその多くを占める、高級官僚や弁護士、医師や大企業の管理職（ホワイトカラー）から、中学卒や高校卒がその多くを占めるタクシーやトラック運転手、工事現場の労働者や組立工（ブルーカラー）までが「中流階級」との自覚があることから、上位中産階級（Upper-middle class）と下位中産階級（Lower-middle class）に細分化される。複数形で「中流諸階級 (middle classes)」と呼ばれる事もある。
しかしそれぞれの階級の境界はしばしば曖昧となり、たとえば上位中産階級は上流階級との人的交流が相続制度上頻繁に見られ、上流階級のライフスタイルを踏襲するジェントルマンやダンディも出現するなど、上流階級との境界は不明瞭である。
一般的には中産階級（ブルジョワジー）の意で使われることが多い。厳密にはマルクスが生産手段という観点から中産階級を規定したのに対し、「中流階級」には教員、自由業者、管理職、法律家など生産手段や階級闘争に関連しない職業が含まれる点で異なる。

## 経済との関係
アメリカのバラク・オバマ大統領は、「中間層が経済成長の恩恵を受けるために政府が大きな役割を果たさねばならない」とする。
第2期オバマ政権では、インフラストラクチャーや製造業への投資増や就労スキル向上のための教育投資により、中間層の雇用改善を目指すことが計画された。